# Uzbekistán na letních olympijských hrách
Uzbekistán na letních olympijských hrách startuje od roku 1996. Toto je přehled účastí, medailového zisku a vlajkonošů na dané sportovní události.

## Účast na Letních olympijských hrách
| Dějiště LOH            | LOH      | Vlajkonoš                            | Zlatá medaile | Stříbrná medaile | Bronzová medaile | Celkem |
| ---------------------- | -------- | ------------------------------------ | ------------- | ---------------- | ---------------- | ------ |
| 1996 Atlanta           | LOH 1996 | Temur Ibragimov                      |               | 1                | 1                | 2      |
| 2000 Sydney            | LOH 2000 | Mahammatkodir Abdoollayev            | 1             | 1                | 2                | 4      |
| 2004 Athény            | LOH 2004 | Abdulla Tangriev                     | 2             | 1                | 2                | 5      |
| 2008 Peking            | LOH 2008 | Dilshod Makhmudov                    | 0             | 1                | 3                | 4      |
| 2012 Londýn            | LOH 2012 | Elšod Rasulov                        | 0             | 0                | 3                | 3      |
| 2016 Rio de Janeiro    | LOH 2016 | Bakhodir Jalolov                     | 4             | 2                | 7                | 13     |
| 2020 Tokio             | LOH 2020 | Nigora Tursunkulova Bakhodir Jalolov | 3             | 0                | 2                | 5      |
| 2024 Paříž             | LOH 2024 |                                      |               |                  |                  | x      |
| Celkem                 | 7        |                                      | 10            | 6                | 20               | 36     |
| Zdroj na Olympedia.org |          |                                      |               |                  |                  |        |